# Circuit de Nevers Magny-Cours
Az 1989 óta Circuit de Nevers Magny-Cours nevet viselő, 1961-ben Circuit Jean Behra néven átadott versenypálya Magny-Cours település környékén, 15 kilométerre délre Nièvre-től. A pályán sok autó- és motorversenyt rendeztek, mint a Formula–1, Túraautó bajnokság, és a Superbike. A 350 hektáros létesítményen található a 4,4 km hosszú "nagy" pálya, de emellett magába foglal egy rövidebb, 2,5 km hosszú "Club" pályát, és egy 1,1 kilométeres Kart-pályát is. A Formula–1 francia nagydíjat 1991-től 2008-ig rendezték Magny-Coursban, azóta nem volt a pályán ilyen verseny.
|  |  |